# Kartika Liotard
Kartika Liotard (n. 26 iunie 1971, Voorburg⁠(d), Olanda de Sud, Țările de Jos – d. 1 august 2020) a fost un om politic neerlandez, membru al Parlamentului European în perioada 2004-2009 din partea Țărilor de Jos.

## Legături externe
Materiale media legate de Kartika Liotard la Wikimedia Commons
1. ↑  Deputații în Parlamentul European
2. ↑  Deputații în Parlamentul European